# Eldena
Eldena is een gemeente in de Duitse deelstaat Mecklenburg-Voor-Pommeren, en maakt deel uit van het Landkreis Ludwigslust-Parchim.

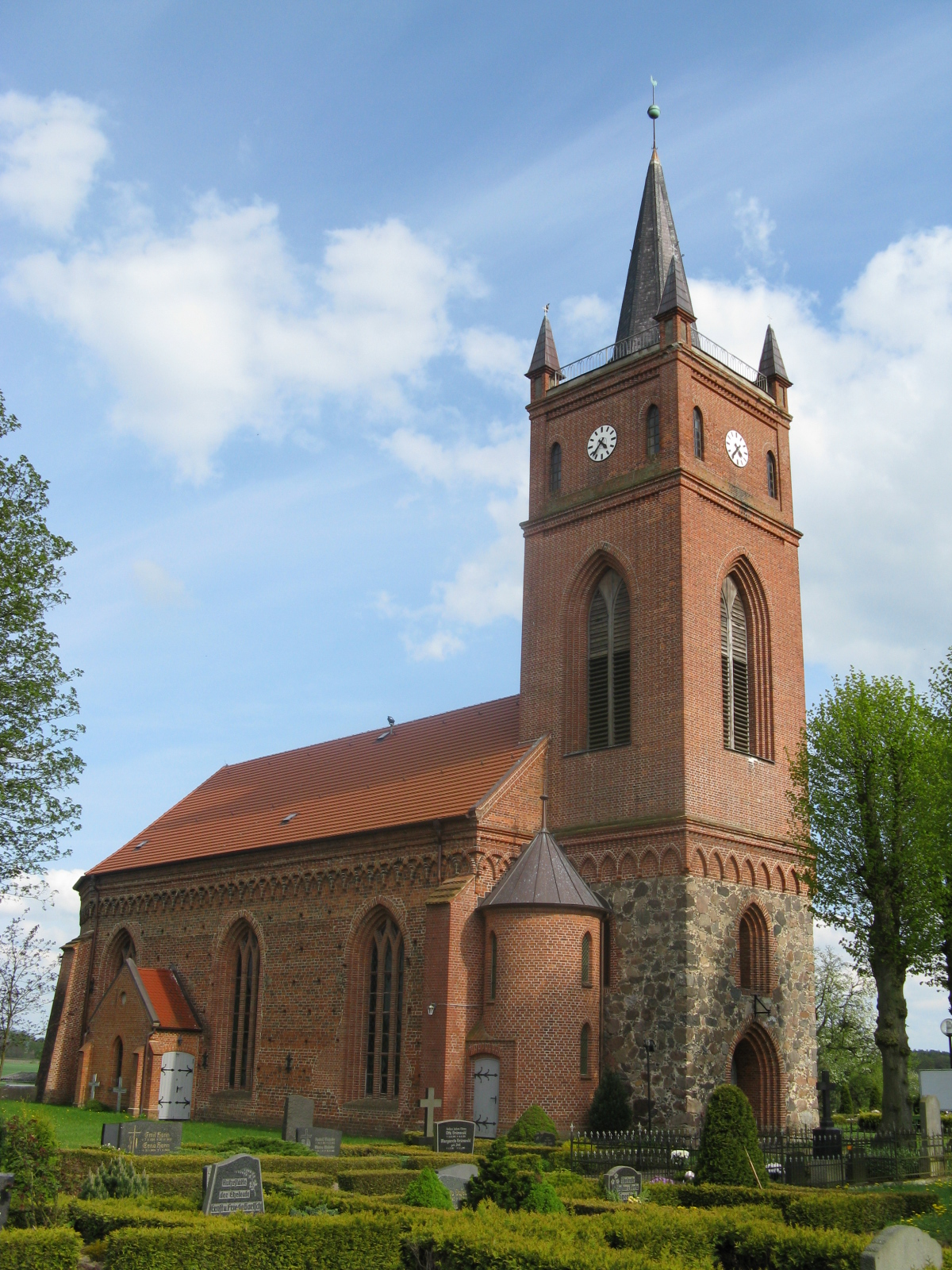
Kerk van Eldena

Eldena telt 1.136 inwoners.